# NCAA Men's Division I Basketball Championship
NCAA Men's Division I Basketball Championship, även kallat March Madness, är det nationella amerikanska mästerskapet i basket för herrlag från college och universitet tillhörande NCAA:s Division I. March Madness kallas också "The Big Dance". Av de 68 lag som varje år når turneringen är 31 automatiskt kvalificerade som mästare av sina respektive serier (så kallade conferences). Övriga 37 lag utses av en kommitté som också seedar samtliga 68 lag.
Åtta av lagen spelar i turneringens första omgång medan övriga 60 lag spelar sin första match i andra omgången. I varje omgång av turneringen gäller bäst av en match. Vinnarna i tredje omgången går vidare till fjärde omgången som brukar kallas "Sweet Sixteen". Därefter "Elite Eight" och slutligen till turneringens semifinaler och final som med ett gemensamt namn kallas NCAA Final Four.

## Mästare sedan 1990
- 1990- UNLV Runnin’ Rebels
- 1991- Duke Blue Devils
- 1992- Duke Blue Devils
- 1993- North Carolina Tar Heels
- 1994- Arkansas Razorbacks
- 1995- UCLA Bruins
- 1996- Kentucky Wildcats
- 1997- Arizona Wildcats
- 1998- Kentucky Wildcats
- 1999- Connecticut Huskies

- 2000- Michigan State Spartans
- 2001- Duke Blue Devils
- 2002- Maryland Terrapins
- 2003- Syracuse Orangemen
- 2004- Connecticut Huskies
- 2005- North Carolina Tar Heels
- 2006- Florida Gators
- 2007- Florida Gators
- 2008- Kansas Jayhawks
- 2009- North Carolina Tar Heels

- 2010- Duke Blue Devils
- 2011- Connecticut Huskies
- 2012- Kentucky Wildcats
- 2013- Louisville Cardinals
- 2014- Connecticut Huskies
- 2015- Duke Blue Devils
- 2016- Villanova Wildcats
- 2017- North Carolina Tar Heels
- 2018- Villanova Wildcats
- 2019- Virginia Cavaliers

- 2020- Hölls inte på grund av covid-19-pandemin
- 2021- Baylor Bears
- 2022- Kansas Jayhawks